# Фанариоты
Фанарио́ты (греч. Φαναριώτες, рум. Fanarioţi, тур. Fenerliler) — исторически, собирательное название этнически греческой элиты в Османской империи, селившейся в районе Фанар в европейской части Константинополя в XVI — начале XX веков, близ резиденции Константинопольского Патриарха (в монастыре святого Георгия в Фанаре с начала XVII века), который в османской системе администрации был признан в качестве главы (этнарха, миллет-баши) православного Рум-миллета (общины; осман. millet-i Rûm‎).
С конца XVII века ряд семейств фанариотов составили правящий класс в вассальных османских дунайских территориях. В частности, из фанариотов назначались господари княжеств Молдавия и Валахия, где их правление вызывало недовольство коренного населения. На Балканах термин фанариоты употребляется и в негативном смысле для обозначения коллаборационизма с турками во времена османского ига. Отдельные фанариотские деятели вынашивали планы реставрации Византийской империи путём постепенного завладения органами власти Османской империи и выступали за сохранение империи и контроля над негреческим православным населением со стороны Патриархии, которая находилась в значительной от них зависимости (см. также статью Великая идея (Греция)).
С 1920-х годов термин обычно обозначает руководство Константинопольского Патриархата.

## Предыстория
После поражения в битве при Манцикерте (1071), значительные массы греческого и армянского населения оказались за пределами Византийской империи. Несмотря на частичное бегство на Балканы и некоторое начальное сопротивление, большинство греческого и эллинизованного населения Малой Азии приняло османское правление; первоначально османы относились ко вновь покорённым иноверным народам довольно лояльно.
Во время штурма Константинополя в мае 1453 султан Мехмед II приказал помиловать добровольно сдавшихся греков, которых было особенно много в квартале Фанар (где располагался главный маяк Константинополя, откуда русское слово «фонарь»). Именно Фанар и стал центром греческой общины в новом — теперь уже османском Константинополе.

## Аккумуляция богатства и власти в руках фанариотов
Хотя вся правящая верхушка поверженной империи была уничтожена вскоре по взятии Константинополя, новый режим не мог не опираться на православное греческое духовенство и образованных греков в деле управления населением в новых владениях.
Со второй половины XVI века начала появляться прослойка состоятельных греков, занимавшихся торговлей. Первым греческим богачом оттоманской эпохи был Михаил Кантакузен, прозванный турками «Шайтан-оглу», который получил от султана монополию на торговлю пушниной с Русским государством, зарабатывая 60 тысяч дукатов в год; в 1578 году он был казнён, а его имущество конфисковано.
По словам Арнольда Тойнби, «константинопольские греки после оттоманского завоевания из сферы общественной жизни перешли в область частного предпринимательства, чтобы через два века вновь вернуться на арену общественной жизни в качестве фанариотов, пользующихся значительными привилегиями при оттоманском дворе и оказавших ему незаменимые услуги в трудный для него час».
С конца XVII века среди фанариотов ведущие позиции занимали роды: Панайоти, Маврокордато, Ипсиланти, Ласкарисы, Мурузи, Нотарасы, Суццо, Караджа, Ханджерли.

## Управление фанариотов в Дунайских княжествах

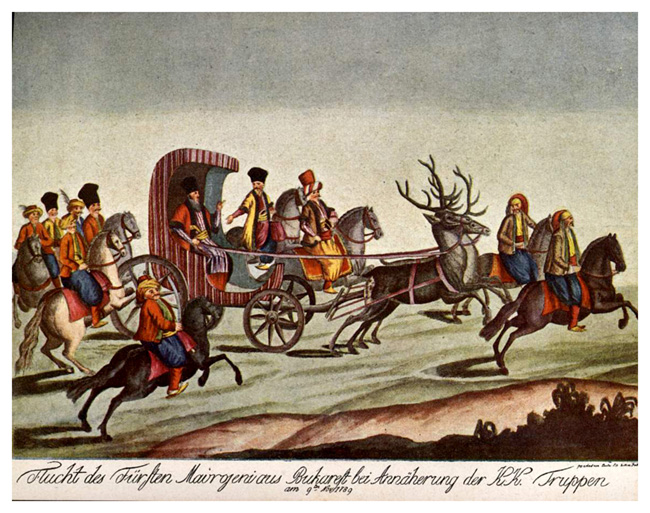
Изображение фанариотов в Валахии

В 1711 году Молдавия (до 1849 года), а в 1716 году Валахия, как вассалитеты Османской империи, перешли под управление князей, назначаемых султаном из нескольких сменявших друг друга фанариотских семейств. Эллинизации подверглась также богослужебная практика в княжествах (см. статью Румынская православная церковь). Коммерческий аспект назначений в княжества и экономическая ситуация, обусловливавшая объём собираемых налогов и податей, были таковы, что в отдельных случаях влекли убыточность пребывания на должности.
Фанариотские семьи в некоторых случаях смешивались посредством браков с местной знатью (как
Каллимаки). Некоторые фанариотские представители начинали идентифицировать себя с румынской нацией, а их потомки оставались в уже независимой Румынии, как, например, Розетти.
В 1746 году Константин Маврокордато отменил крепостное право в Валахии, а в 1749 — в Молдавии. Прогрессивные управленческие и законодательные реформы Александра Ипсиланти (Pravilniceasca condică) встречали сильное противодействие бояр.
Валашское восстание 1821 года под предводительством Владимиреску ликвидировало фанариотский режим в Валахии.

## После Греческой революции 1821 года
Начавшаяся с выступления 6 марта 1821 года фанариота Александра Ипсиланти, который воспользовался смертью господаря Валахии и Молдавии Александра Суццо и с толпой гетеристов перешёл через Прут, призывая народ дунайских провинций к восстанию против турецкого ига, успешная война греков за независимость привела к тяжёлым последствиям в Фанаре. Ситуация также усугублялась тем, что за греков в Морее, где восстание вспыхнуло в конце марта того же года, отвечал епископ Триполицкий Николай — брат бывшего тогда на Патриаршем престоле Григория V. Казни в Фанаре начались с повешения 24 марта 1821 года члена Синода митрополита Дионисия Каллиархиса; 4 апреля был казнён великий драгоман Порты Константин Мурузи, а также его брат драгоман флота Николай Мурузи.
10 апреля (22 апреля) 1821 года, в первый день Пасхи, сразу после служения литургии, был схвачен, низложен и вскоре казнён Патриарх Григорий V.
«Московскія вѣдомости» от 4 июня 1821 года печатали корреспонденцию из Константинополя, помеченную 20 апреля нового стиля: «Неистовства, кои позволяют себе Турки в здешней столице, превосходят всякое описание. Оба Драгомана, Константин и Николай Морузи, учинились жертвою их подозрительности и мщения: одному из них отрублена голова, а другой повешен. Все их друзья, служители и другие, преданые им люди, коих число было весьма велико, имели подобную горестную участь. Знатнейшие из Греческого духовенства, почтенные старцы 80—90 лет, преданы были пытке, а потом восприяли мучительнейшую смерть. Осмидесятилетний старец Маврокордато, племянник бывшего Господаря, повешен на воротах своего дома. <…> Казнь знатнейших Греков продолжается здесь ежедневно.»
После восстания 1821 года число греков на высоких постах государственной службы Османской империи значительно уменьшилось. На фанариотов, как и на всех греков, смотрели теперь с особым подозрением; в банковском деле и торговле бо́льший вес стали приобретать соответственно армяне и болгары. Великие драгоманы теперь назначались либо из христиан, принявших ислам, либо из армян. (Замечательными исключениями были Александр Каратеодори, ставший во главе управления иностранными делами, а также первый посланник Порты в Афинах с 1840 года, а с 1851 года в Лондоне, — Константин Музурус, известный как Музурус-паша, ранее также бывший губернатором на Самосе). Старых родовитых фанариотов сменило новое поколение греческих банкиров и торговцев.
Тем не менее, сохранялась система миллетов, по которой религиозно-церковная, а следственно и гражданская юрисдикция над всеми православными империи, сохранялась в руках греческого духовенства Патриархата, что вызывало недовольство и противостояние в ряде балканских территорий, в особенности среди болгар (см. статью Греко-болгарская схизма). После русско-турецкой войны 1877—1878 годов правительство Абдул-Гамида вело кампанию постепенного, явочным порядком, сужения гражданских полномочий Патриарха и митрополитов Константинопольского трона (в частности, в вопросах оспариваемых завещаний и суда Патриарха над митрополитами трона по гражданским делам), что, среди прочего, вынудило Патриаха Иоакима III 9 декабря 1883 года в знак протеста принести правительству и Синоду отречение от престола, а Синод Патриарха Дионисия V — объявить осенью 1890 года беспрецедентный для православия интердикт.

## В Турецкой Республике
В 1936 году вышел закон, запрещающий жертвовать деньги в фонды национальных меньшинств: деньги, не переходившие наследникам, передавались в казну; благотворительные фонды потеряли свою силу.
6 и 7 сентября 1955 года, в Стамбуле, при попустительстве властей, при премьер-министре Мендересе, толпа разрушила 4 тысячи греческих домов и лавок, разграбила и сожгла 73 православные церкви, 2 монастыря, 26 школ и богатую библиотеку греческого митрополита, умершего от побоев спустя три дня. Было разгромлено монастырское кладбище в Балыклы, осквернены могилы Патриархов. После погромов население греческой общины Стамбула начало сокращаться. Следующая волна эмиграции в Грецию произошла в результате вторжения турецкой армии на Кипр в 1974 году.
В Фанаре к концу XX века осталось несколько семейств местного греческого населения; основным греческим районом города стал Куртулуш.

## В культуре
Писатель И. П. Друцэ охарактеризовал правление фанариотов в Дунайских княжествах в романе «Белая Церковь» (1971—1981):
«Фнар — это квартал Константинополя, в котором тогда проживали золотых дел мастера, торговцы, ростовщики, по преимуществу греки. Коварные, жадные, жестокие, эти жители Фанара, шнырявшие в поисках наживы по всему свету, знали много языков, и власти Константинополя изредка прибегали к их услугам в качестве переводчиков и информаторов о состоянии дел в тех или иных краях. Со временем оттоманы стали пестовать из жителей Фанара чиновников среднего класса, а, обогатив их, турецкие визири, жадные до золота, начали продавать фанариотам должности собирателей налогов в вассальных землях. И наступали чёрные дни для края, куда опускалась саранча из константинопольского квартала. В Молдавии фанариоты обессмертили себя налогом на дым. Когда в обнищавшей стране облагать налогами было уже некого, они додумались при поступлении холодов облагать налогом каждую дымящуюся печную трубу». 

## Галерея

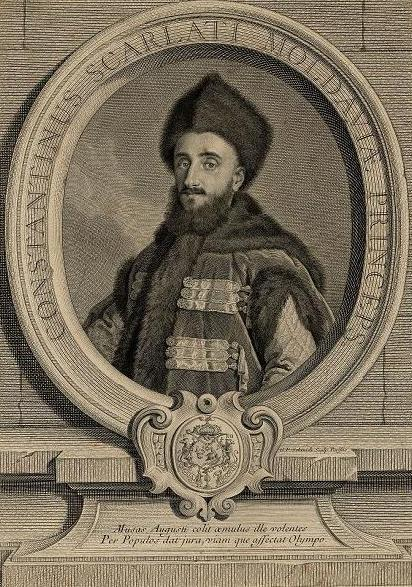
Константин Маврокордат
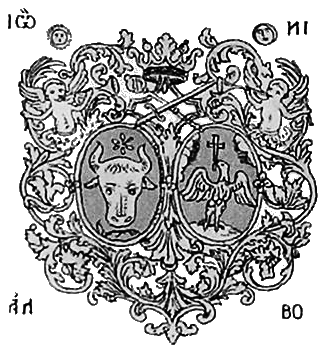
Герб Николая Маврокордата
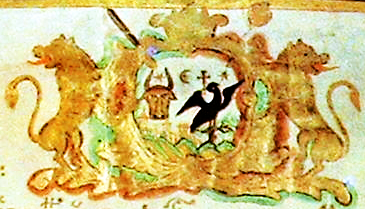
Герб Константина Ипсиланти
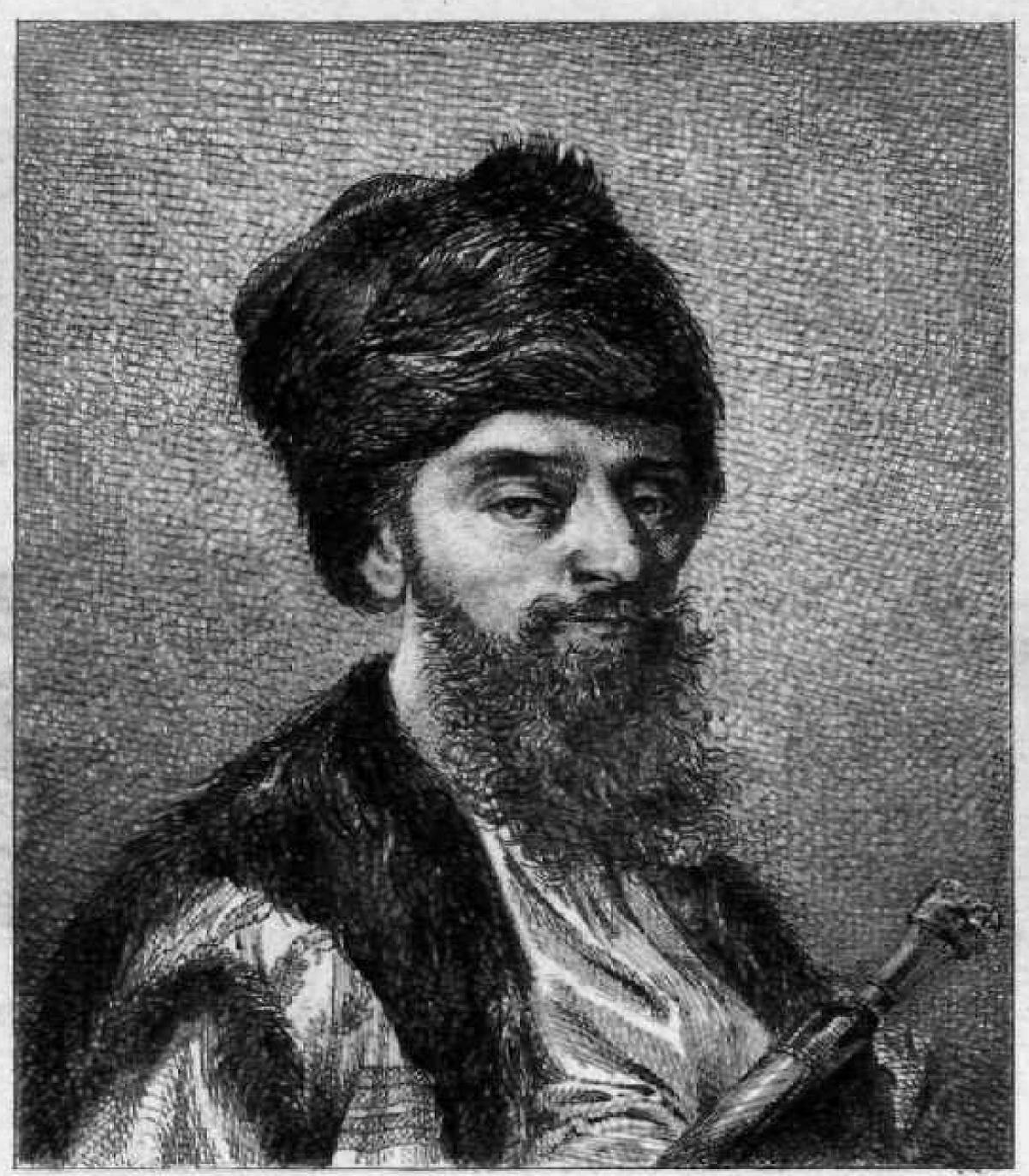
Константин Ипсиланти
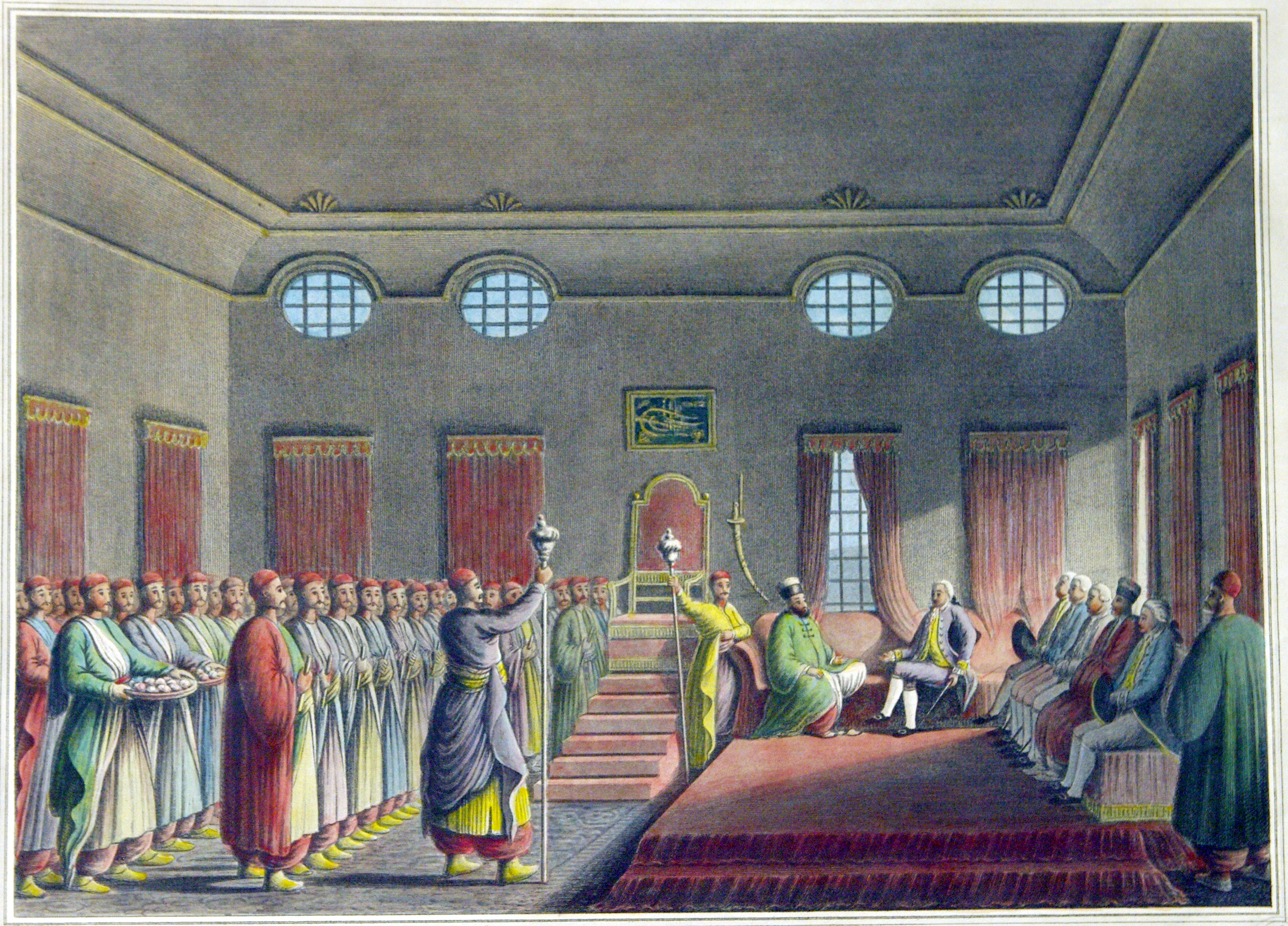
Александр Мурузи приветствует британского посла
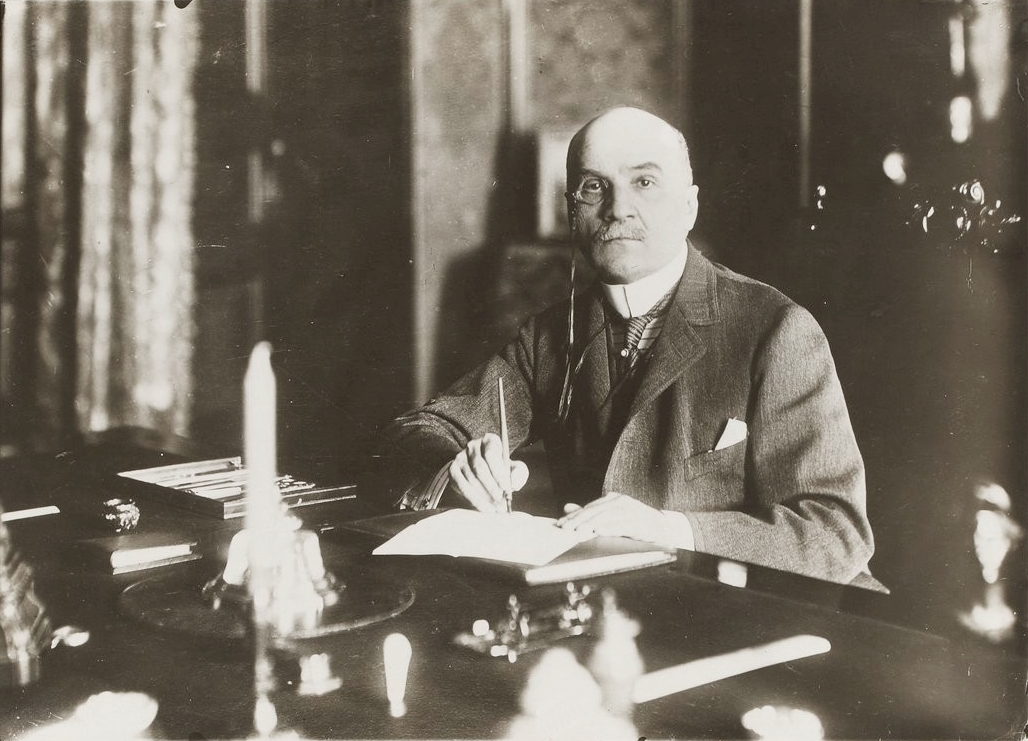
Палеолог, Жорж Морис
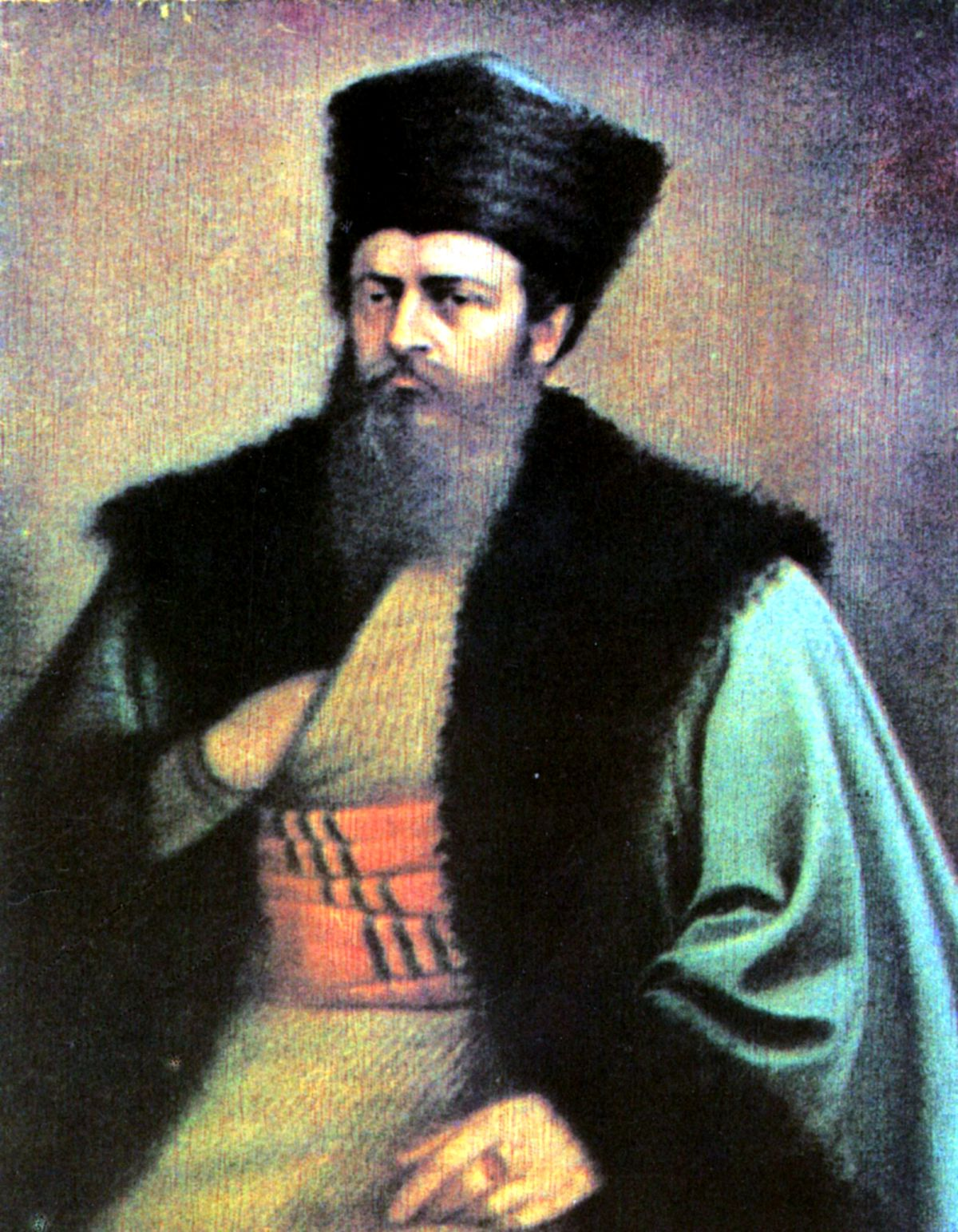
Фанариот Константин Мурузи